# Ruapehu District
Ruapehu District är en territoriell myndighet i regionen Manawatū-Whanganui i norra Nya Zeeland. Taumarunui är administrativt centrum och distriktet hade 12 309 invånare vid folkräkningen 2018.

## Demografi
| Befolkningsutvecklingen i Ruapehu District 1991–2018 | Befolkningsutvecklingen i Ruapehu District 1991–2018 | Befolkningsutvecklingen i Ruapehu District 1991–2018 | Befolkningsutvecklingen i Ruapehu District 1991–2018 | Befolkningsutvecklingen i Ruapehu District 1991–2018 |
| ---------------------------------------------------- | ---------------------------------------------------- | ---------------------------------------------------- | ---------------------------------------------------- | ---------------------------------------------------- |
|                                                      |                                                      |                                                      |                                                      |                                                      |
| År                                                   |                                                      |                                                      | Folkmängd                                            |                                                      |
| 1991                                                 | 1991                                                 |                                                      | 16 863                                               |                                                      |
| 1996                                                 | 1996                                                 |                                                      | 16 743                                               |                                                      |
| 2001                                                 | 2001                                                 |                                                      | 14 292                                               |                                                      |
| 2006                                                 | 2006                                                 |                                                      | 13 572                                               |                                                      |
| 2013                                                 | 2013                                                 |                                                      | 11 844                                               |                                                      |
| 2018                                                 | 2018                                                 |                                                      | 12 309                                               |                                                      |
|                                                      |                                                      |                                                      |                                                      |                                                      |